# روبرت بيرس
روبرت بيرس (بالإنجليزية: Robert Pearce)‏ هو مصارع هاوي أمريكي، ولد في 29 فبراير 1908 في وياكوندا في الولايات المتحدة، وتوفي في 15 مارس 1996 في لويدمنستر في كندا.

## وصلات خارجية
- روبرت بيرس على موقع أرشيف الشارخ.
- روبرت بيرس على موقع قاعدة بيانات المصارعة الدولية (الإنجليزية)
- روبرت بيرس على موقع أوليمبيديا (الإنجليزية)